# Żyj mój świecie
Żyj mój świecie – pierwszy album Maryli Rodowicz, wydany w 1970 przez wytwórnię Polskie Nagrania „Muza”. 
Płyta zyskała dużą popularność, największe przeboje na niej zawarte to „Ballada wagonowa”, „Chcę mieć syna”, „Mówiły mu” (z VII Krajowego Festiwalu Piosenki Polskiej w Opolu (1969). Na płycie są też dwie piosenki z filmu Kulig. 
Album został ponownie wydany na płycie winylowej i po raz pierwszy na CD w serii „Antologia Maryli Rodowicz” (2012–2013) nakładem Universal Music Polska.

## Lista utworów

### Strona A
1. „Ludzie kocham was” (M.Zimiński, W.Młynarski)
2. „Być z miastem sam na sam” (K.Gaertner, J.Kleyny)
3. „Chcę mieć syna” (S.Krajewski, K.Dzikowski)
4. „Za duże buty” (E.Spyrka, A.Markowa)
5. „Na czas wojny” (S.Krajewski, A.Osiecka)
6. „Żyj mój świecie” (M.Zimiński, A.Osiecka)

### Strona B
1. „Mówiły mu” (S.Rembowski, A.Bianusz)
2. „Ballada wagonowa” (A.Zieliński, A.Osiecka)
3. „Za górami” (K.Gaertner, J.Kleyny)
4. „Dzięcioł i dziewczyna” (A.Sławiński, K.I.Gałczyński)
5. „Jeszcze zima” (A.Sławiński, A.Osiecka)
6. „Trzy może nawet cztery dni” (A.Sławiński, A.Bianusz)

## Twórcy
- Tomasz Myśków – śpiew, gitara, harmonijka, flet
- Grzegorz Pietrzyk – śpiew, gitara, harmonijka

### Muzycy towarzyszący
- Włodzimierz Nahorny – pianino, flet
- Alibabki – śpiew
- Marian Zimiński – pianino, organy
- Jan Kuzio – skrzypce

### Personel
- Zofia Gajewska – reżyser nagrania
- Jacek Złotkowski – operator dźwięku
- Marek Karewicz – projekt graficzny, foto